# Леополд фон Захер-Мазох
Леополд фон Захер-Мазох (на немски: Leopold von Sacher-Masoch) е австрийски писател на исторически романи и романи със сюжети от алтернативната сексология. Писал е и под псевдонимите Шарлот Аранд (на немски: Charlotte Arand) и Зое фон Роденбах (на немски: Zoë von Rodenbach). На негово име е кръстено понятие в сексологията – „мазохизъм“.

## Биография и творчество
Леополд фон Захер-Мазох е роден през 1836 г. в Лвов (тогава в пределите на Австро-Унгария) в семейството на полицай. В своите творби той създава персонажи, които се подчиняват на чуждата воля, изпитват наслада от собственото си чувство на безпомощност и от причиняваната им болка.
В Грац, тогавашна Австро-Унгария, Мазох е известен като голям прелъстител и женкар, но в един момент той самият попада в мрежата на Анжелика Аурора Рюмелин, представяща се за Ванда – по името на една от неговите героини. При тях любовта изобщо не идва, но се установяват отношения „владетел – роб“, особено в еротичните игри. Бичове, кожени ремъци, физически мъчения, връзване за дървета. Всичко това е описано от Мазох в най-известната му творба „Венера с кожените дрехи“ излязла през 1870 г. и донесла му голяма популярност.
Всъщност получава се рядък случай – авторът общува в действителност със своите персонажи. Така постепенно се раждат двете им деца, а „третото“ – тайнственото, ще направи името им световноизвестно – „мазохизмът“. В техните перверзни игри нерядко камшикът е даван в ръцете на гувернантките на децата им, и всичко това е страхотен стимул за писане за Мазох. Нещо повече – без него, той е просто нула, не може да напише нито ред, а следователно няма и доходи в семейството. Следват години с бурни сцени между двамата съпрузи, всеки сменя по няколко любовници и накрая, естествено, се развеждат.
През 1895 г., когато Мазох умира, терминът „мазохизъм“ е вече измислен от д-р Крафт-Ебинг в неговия труд „Нови проучвания в областта на сексуалната психопатия“. И до днес смисълът на думата не е променен – изпитване на удоволствие от болката. След смъртта на Захер-Мазох бившата му съпруга публикува своите мемоари, под псевдонима Ванда фон Захер-Мазох, в които очерня още повече писателя, а себе си изкарва жертва.
В родния град на Захер-Мазох, Лвов, е издигнат негов паметник. Той е разположен непосредствено до „Мазох – кафене“, в което е пресъздадена атмосферата от творбите на писателя. Бронзовата фигура е в естествения си ръст – 170 см. Но тя крие неочаквани изненади. На гърдите на статуята е монтирано увеличително стъкло, чрез което може да се разглеждат еротични картинки. Ако бръкнете в левия джоб на панталоните на Мазох можете да се докоснете до неговия „жезъл“.
Урната с праха му е унищожена през 1929 г. по време на пожар.

## Произведения
- 1857 Der Aufstand in Gent unter Kaiser Carl V.
- 1858 Graf Donski. Eine galizische Geschichte.
- 1862 Ungarns Untergang und Maria von Oesterreich
- 1863 Der Emissär. Eine galizische Geschichte
- 1863 Polnische Revolutionen. Erinnerungen aus Galizien
- 1864 Die Verse Friedrich des Großen
- 1866 Don Juan von Kolomea
- 1867 Aus dem Tagebuche eines Weltmannes. Causerien aus der Gesellschaft und der Bühnenwelt
- 1867 Anna Versing-Hauptmann. Ein Charakterkopf aus der Bühnenwelt
- 1867 Der letzte König der Magyaren
- 1870–1877 Das Vermächtnis Kains
- 1870 Venus im Pelz
Венера в кожи, изд.: „Калем 90“, София (1992), прев. Вася Пеева
- 1870 Die Liebe des Plato
- 1870 Die geschiedene Frau
- 1872 Unsere Sclaven. Ein sociales Schauspiel in 5 Acten
- 1873–1879 Falscher Hermelin. Kleine Geschichten aus der Bühnenwelt
- 1873 Soziale Schattenbilder. Aus den Memoiren eines österreichischen Polizeibeamten
- 1874 Das Marchande de modes-Mädchen und andere Geschichten von den Messalinen Wiens
- 1874 Die Ideale unserer Zeit
- 1874 Im Venusberg und andere Geschichten von den Messalinen Wiens
- 1874 Mondnacht
- 1875 Der Capitulant
- 1875 Don Juan von Kolomea
- 1877 Liebesgeschichten aus verschiedenen Jahrhunderten
- 1877 Ueber den Werth der Kritik
- 1877 Das Vermächtniß Kains
- 1877 Wiener Hofgeschichten
- 1877–1881 Galizische Geschichten
- 1878 Der neue Hiob
- 1878 Harmlose Geschichten aus der Bühnenwelt
Враговете на жените, изд.: „Стефан Попов“, София (1895-1896), прев. Стефан Попов
- 1878 Judengeschichten
- 1878 Die Republik der Weiberfeinde
- 1879 Eine Autobiographie In: Deutsche Monatsblätter
- 1880 Die Ästhetik des Hässlichen. Erzählung
- 1880 Basyl der Schatzgräber und andere seltsame Geschichten
- 1881 Galizische Geschichten
- 1881 Neue Judengeschichten
- 1882 Hasara Raba
- 1882 Der Ilau
- 1882 Der Judenraphael
- 1882 Das Paradies am Dniester
- 1882 Das Testament
- 1882 Volksgericht
- 1883 —, Auguste Lavallé
- 1886 Die Seelenfängerin
- 1886 Ewige Jugend
- 1886 Gute Menschen und ihre Geschichten
- 1886 Polnische Judengeschichten
- 1890 Die Schlange im Paradies
- 1891 Katharina II Russische Hofgeschichten
- 1893 Bühnenzauber
- 1893 Neue Erzählungen
- 1894 Die Satten und die Hungrigen
- 1895 Das Erntefest. Erzählung In: Alois Brandstetter